# Попереченська сільська рада
Попере́ченська сільська рада (рос. Попереченский сельский совет) — сільське поселення у складі Каменського району Алтайського краю Росії.
Адміністративний центр — село Поперечне.

## Населення
Населення — 806 осіб (2019; 1007 в 2010, 1349 у 2002).

## Склад
До складу сільської ради входять:
| Населений пункт    | Населення, осіб (2002) | Населення, осіб (2010) |
| ------------------ | ---------------------- | ---------------------- |
| Поперечне, село    | 1041                   | 796                    |
| Роздольний, селище | 308                    | 211                    |